# Đevojka
Đevojka – szczyt w paśmie Durmitor, w Górach Dynarskich, położony w Czarnogórze. Razem z Bobotov Kuk i Bezimeni Vrh tworzy najwyższą ścianę Durmitoru zwaną "Nebeska Soa".